# Захарий Гьорев
Захарий Гьорев–Стамболиев, също Захари Георев, Гюрев или Гьоров, е български просветен деец и революционер, деец на Вътрешната македоно-одринска революционна организация.

## Биография
Захари Гьорев е роден в 1871 година в град Куманово. Учи в българската гимназия в Солун и става учител в ениджевардарските села Грубевци (1891 - 1903). Влиза във ВМОРО в 1897 година и е сред първите организационни деятели в района. Освен това събира фолклорни примери от околността и пише дописки до вестник „Новини“. В 1903 година става четник при Апостол войвода и участва в Илинденско-Преображенското въстание, начело на 20 души милиционери от Грубевци, с които на 19 юли разкъсват телеграфните жици и събарят стълбовете в района.
След разгрома на въстанието емигрира в България, където работи като учител. След Младотурската революция от 1908 година става учител в Крива, но при обезоръжителната акция от 1910 година бяга в България, където служи като учител до пенсионирането си през 1927 година. Участва в ръководството на Ениджевардарско–Гумендженското благотворително братство и е негов секретар през 1930 година. Умира на 8 март 1943 година.